# Saint-Savin (Isère)
Saint-Savin es una comuna francesa situada en el departamento de Isère, en la región de Auvernia-Ródano-Alpes.

## Demografía
| 1600 | 1601 | 1811 | 2164 | 2466 | 2752 | 4232 |
| Para los censos de 1962 a 1999 la población legal corresponde a la población sin duplicidades (Fuente: INSEE [Consultar]) |      |      |      |      |      |      |